# Dyou
DYou è un periodico italiano prodotto dalla Disney e in commercio dal settembre 2010. Si rivolge ad un pubblico femminile di pre adolescenti.
DYou tratta i temi della bellezza, del trucco, della moda, delle star, dei problemi sociali, delle novità e degli spettacoli. Ha anche sezioni dedicate ai fans con posta, fanart, disegni e concorsi. DYou esce il 28 o 29 di ogni mese.
DYou è una rivista italiana, ma da marzo 2011 è presente anche in Repubblica Ceca, Belgio, Spagna, America, Inghilterra, Polonia e altri Paesi.